# (3354) McNair
(3354) McNair est un astéroïde de la ceinture principale, nommé en hommage à Ronald McNair, spécialiste de mission de la Navette spatiale Challenger. 
Les astéroïdes numérotés 3350 à 3356 ont été baptisés en hommage aux sept astronautes morts dans l'explosion de la navette spatiale Challenger, le 28 janvier 1986.